# PGC 35136
LEDA/PGC 35136 (auch IC 2810B) ist eine aktive Galaxie vom Hubble-Typ S? mit ausgedehnten Sternentstehungsgebieten im Sternbild Löwe auf der Ekliptik. Sie ist schätzungsweise 450 Millionen Lichtjahre von der Milchstraße entfernt und hat einen Durchmesser von etwa 55.000 Lichtjahren. Gemeinsam mit IC 2810 bildet sie ein wechselwirkendes Galaxienpaar. 

Im selben Himmelsareal befinden sich u. a. die Galaxien IC 2799, IC 2819, IC 2821, IC 2838.